# Nedeczky László

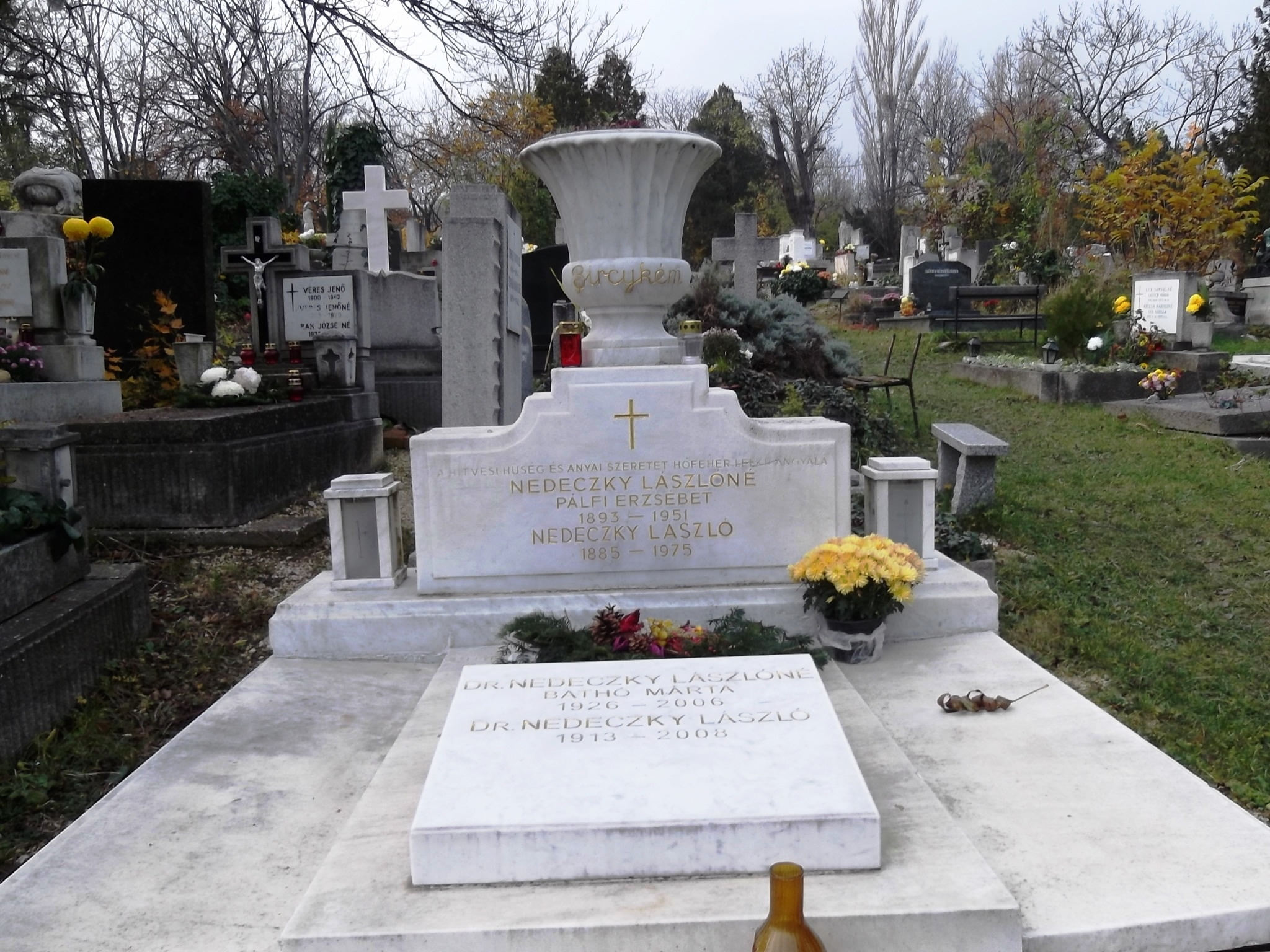
Nedeczky László, felesége és szülei sírja a Farkasréti Temetőben. Sírhelyszám: parcella 44/5 sor 1 sír 15-16

Dr. Nedeczky László (Budapest, 1913. szeptember 19. – 2008. május 25.), magyar vívó.

## Származása
A nedeczei ill. dunanedeczei és lábatlani Nedeczky család egy ősrégi és nagyon kiterjedt magyar Trencsén vármegyei eredetű nemesi származású család amely a 13. századig visszavezethető. A családnak két ága van: az egyik, a Zala vármegyei, amely a "nedeczei" nemesi előnevet, és a másik a Komárom vármegyei, amely a "dunanedeczei és lábatlani" nemesi előneveket használja. A Nedeczky család családfáját Nedeczky Gáspár dömösi plébános dolgozta fel és publikálta. A családfa Nedeczky Lászlótól van levezetve, aki 1384-ben biztosan élt.
A család származását bizonyító első okmány Zsigmond király által 1412-ben Budán Sarlós Boldogasszony (Visitatio) előestéjén kiadott diploma, melybe be van iktatva Mária királynő által a Nedeczkyeknek 1384-ben (a katolikus szentek és boldogok listája naptár szerint) Beatrix hitvalló napján Nedecze birtokot adományozó levele. Kiadva a thuróczi convent által 1453. Gyertyaszentelő Boldogasszony napján (Purificatio). A második ugyancsak Zsigmond király által 1412. év Sarlós Boldogasszony (Visitatio) előestéjén Budán kiadott diploma, melybe be van iktatva ugyancsak Mária királynő által 1384. Sz. Bricci hitvalló napján Nedeczky testvéreknek Wadicsou birtokot adományozó levele. A harmadik Mátyás királynak 1475. Úrnap ünnepének második napján, Budán kelt diplomája, mely szerint a Nedeczkyek Nedeczén bevezettettek és statuáltattak. Kiadva a thuróczi convent által a statutió huszadik napján 1475-ben, latinul.
Apja id. Nedeczky László, nyomdász, majd a Magyar Államvasutaknál forgalmista, később a Budapesti Hírlap nyomdájában dolgozott, 1917-ben nyomdavezetőnek nevezték ki. Anyja Pálfi Erzsébet, szülei 1912-ben házasodtak, a Pálfi család Erdélyből származott. Nedeczky Láazló 1946-ban nősült, felesége Bathó Márta Mária (Jászberény, 1926. február 13.-†Budapest, 2006. november 7.) Egy leányuk született Budapesten, 1947. november 1-én Nedeczky Ildikó, Zádor Józsefné, unokája Zádor Ildikó. Feleségének szülei Dr. Bathó Kálmán (1884-1957) és szentgyörgyi bogdi Papp Irén (1898.-†1979.) A szülők 1936-ban elváltak és Papp Irén második férje 1942-ben márkosfalvi Sipos Gyula altábornagy lett.
Nedeczky László sírja a Farkasréti temetőben található (parc. 44/5 sor 1 sír 15-16.). Ebben a sírban nyugszik felesége Bathó Márta és szülei id. Nedeczky László és Pálfi Erzsébet. A Farkasréti Temető nevezetes halottainak a listája.

## Szakmai életútja
Tanulmányait 1924-ben kezdte el Budapesten, a Zrínyi Miklós Főgimnáziumban, ahol 1931-ben érettségizett. 1935-ben A Pázmány Péter Tudományegyetem Jogtudományi Karán avatták jogi doktorrá. A magyar királyi rendőrség kötelékében dolgozott 1937-től két évig mint fogalmazó gyakornok, később segédfogalmazó beosztást nyert. 1940-től rendőrbíró, 1941-ben rendőrfogalmazó, 1942-ben távozott a rendőrség kötelékéből és ügyvédjelölt lett. A GAMMA Finommechanikai és Optikai Művek RT. kereskedelmi igazgatójaként dolgozott 1943-ban. A gyár tulajdonosával, Juhász Istvánnal együtt letartóztatták 1948-ban, az első kirakatperben 3 évi fegyházra ítélték. Egyéni kegyelemmel 1949-ben szabadult Sopronkőhidáról. Felesége édesanyjának, Papp Irénnek, jászberény-újerdei szőlőjében mezőgazdasági munkából élt meg 1949 és 1950 között. Ezt követően 1978-ig különböző állásokat töltött be, volt lámpaügynök és a Lokomotív vívó szakosztályában szervező és versenyző.

## Vívókarrierje
- 1931. Belépett a BEAC vívó szakosztályába. A Magyar Vívószövetség vezetőségi tagja.
- 1935-1990. Directoire Technique tagja.
- 1939. Bécsben a főiskolai világbajnok kardcsapat tagja.
- 1939. Egyéni rendőrtiszti kardbajnok.
- 1935. Nemzetközi versenybíró és technikai igazgató, kiváló szervező. Megalapította az első vasutas vívószakosztályt és az első tömeges vívóiskolát.
- 1949.Egyik megszervezője volt a budapesti vasutas vívó szakosztálynak (BVSC). Ő hívta életre a nagy hírű Tokaj Express férfi párbajtőr Vk-viadalt.
- 1951-1976. A BVSC-nél Dr. Bay Béla volt a vezetőedző és Dr. Nedeczky László a szakosztály vezető.
- 1972. A Münchenben megrendezett XX. nyári Nyári Olimpiai Játékok nagy mérföldkő volt mind a magyar, mind a budapesti vasutas vívósport életében. A BVSC saját nevelésű vívóival egyedülálló nagy sikert ért el, ugyanis 23.4 olimpiai pontot szereztek Münchenben. A Magyar Vívó Szövetség elnöke, Tömpe István a következő levelet írta Nedeczky Lászlónak a müncheni olimpián elért eredmények értékelése után: „A Nemzetközi Vívó Szövetség által kiírt Nemzetek Nagydíját ezzel a teljesítménnyel – tíz év után ismét – a magyar vívó válogatott nyerte, melyre joggal lehet büszke minden sporttársunk és minden sportszerető magyar. Engedje meg, hogy Önnek, mint a Bp. Vasutas S.C. Szakosztály vezetőjének és Önön keresztül a szakosztály valamennyi dolgozójának, akik elősegítették olimpiai versenyzőink sikeres felkészülését az MVSz Elnökségének elismerését és köszönetét tolmácsoljam, további munkájukhoz jó egészséget és sok sikert kívánjak. Budapest, 1972. október 20. Tömpe István elnök” [3]
- 1989. A Martini-kupa női párbajtőr Világkupa-verseny megalapítója.
- 2003. Munkája elismeréseként a Magyar és a Nemzetközi Vívó Szövetség Lipcsében örökös tiszteletbeli tagjává választotta.
- Tanítványai közé tartozott Bóbis Ildikó, Erdős Sándor, Fenyvesi Csaba és Kamuti Jenő.

## Nyelvismerete
Olasz, német és francia nyelveken beszélt.

## Videófelvételek
- Budai Krisztián: Nedeczky László sportvezetői pályafutása. – Youtube.com, Közzététel Sportmúzeum.(38. rész.) 2001.
- Nedeczky László 90 éves. Készítette: Dobor Dezső, Kristóf Péter, Belovics József. Köszöntés. Gulyás László – Youtube.com, Közzététel 2003.